# Scheibenräder von Glum

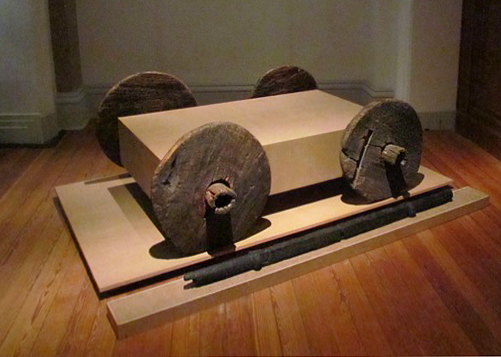
Die vier Scheibenräder von Glum, davor die Achse eines anderen Wagens

Bei den Scheibenrädern von Glum handelt es sich um vier im Vehnemoor in der Gemeinde Wardenburg im Landkreis Oldenburg gefundene Scheibenräder aus Holz, die etwa 3500 Jahre alt sind. Sie stammen aus der frühen Bronzezeit und haben sich im feuchten Moorboden erhalten. Die Räder stellen einen bedeutsamen Fund zur Geschichte des Rades dar.

## Lage
Die Fundstelle liegt bei der Bauerschaft Glum rund 10 km südwestlich von Oldenburg am östlichen Rand des Vehnemoores. Sie befindet sich etwa 230 Meter von der Geestkante entfernt im früheren Moor. Zur Zeit ihrer Niederlegung lagen die Scheibenräder auf dem Grund eines flachen Tümpels im Randbereich des Moores zwischen dem Geestrand und dem Anstieg zum Hochmoor.

## Entdeckung
1880 stieß ein Bauer beim Torfstechen im Vehnemoor auf ein hölzernes Scheibenrad mit einer röhrenförmigen Holzbuchse in der Mitte. Das Rad lag im tiefsten Torfbereich fast auf dem Sanduntergrund. Er barg das Fundstück und ließ es in seiner Scheune trocknen. Bei der Fortsetzung des Torfstichs im Jahr 1881 entdeckte der Bauer wenige Meter von der ersten Fundstelle ein weiteres Rad. Beide unversehrt geborgene Räder brachte er ins Oldenburger Museum, das den Fund für drei Mark ankaufte. 1883 wurden in unmittelbarer Nähe der Fundstelle zwei weitere Funde von Rädern gemacht. Durch die Lagerung im feuchten Moorgrund mit günstigen Erhaltungsbedingungen für organisches Material hat sich das Holz über Jahrtausende erhalten.

## Beschreibung
Die vier hölzernen Scheibenräder sind aus Erlenholz gefertigt und haben einen Durchmesser von 75 Zentimeter. Sie waren wahrscheinlich Teile eines vierrädrigen Fahrzeuges. In der Radmitte ist jeweils eine runde 25 cm lange röhrenförmige Holzröhre als Buchse eingefügt, in der eine etwa 10 cm starke Achse eines Gefährts lief. Die aus weichem Birkenholz gefertigten Buchsen waren ein Verschleißteil, damit die aufwändig hergestellten Holzräder länger hielten.
Die Holzräder wurden aus einem mindestens 80 cm starken Baumstamm hergestellt. Sie entstanden als radial gewonnene Bohlen. Anhand der Bearbeitungsspuren ist dies mit Beil und Dechsel erfolgt, die Metallklingen aufwiesen. Bei einem frisch hergestellten Rad ist ein Gewicht von rund 15 kg anzunehmen. Die Fundstücke wiegen infolge der Austrocknung heute nur noch 6 bis 7 kg.
Eines der Räder weist eine Scheuerfurche auf, die vom Wagenkasten verursacht wurde, an dem sich das schlingernde Rad abnutzte. Geradliniger Schliff an den Laufflächen von zwei Rädern lässt auf eine starre Vorderachse schließen. Der Schliff kann sich dadurch ergeben, wenn der Vorderwagen nicht schwenkbar ist und die Zugtiere ihn beim Ändern der Fahrtrichtung zur Seite ziehen.
Die Holzräder wurden mit der C14-Methode datiert, wonach das Holz aus der Zeit zwischen 1750 und 1550 v. Chr. stammt.

## Niederlegung
Die horizontale Lage der Räder zeigt an, dass sie absichtlich deponiert wurden. Aufgrund ihrer Nähe zueinander erfolgte die Ablage wohl zeitgleich. Eine kultische Niederlegung wird nicht angenommen; eine Beseitigung als Abfall ebenso nicht, da sich die Räder in verwendungsfähigem Zustand befanden. Am wahrscheinlichsten ist die Ablage der Räder in einem Tümpel, um sie zu wässern. Danach verblieben die Räder aus nicht bekannten Gründen in ihrer Lage und wurden nicht wieder aufgenommen. Das Wässern konnte den aus verschiedenen Materialien zusammengesetzten Rädern wieder festen Halt geben. Diese Methode war schon immer bei Stellmachern und Drechslern bekannt.

## Präsentation

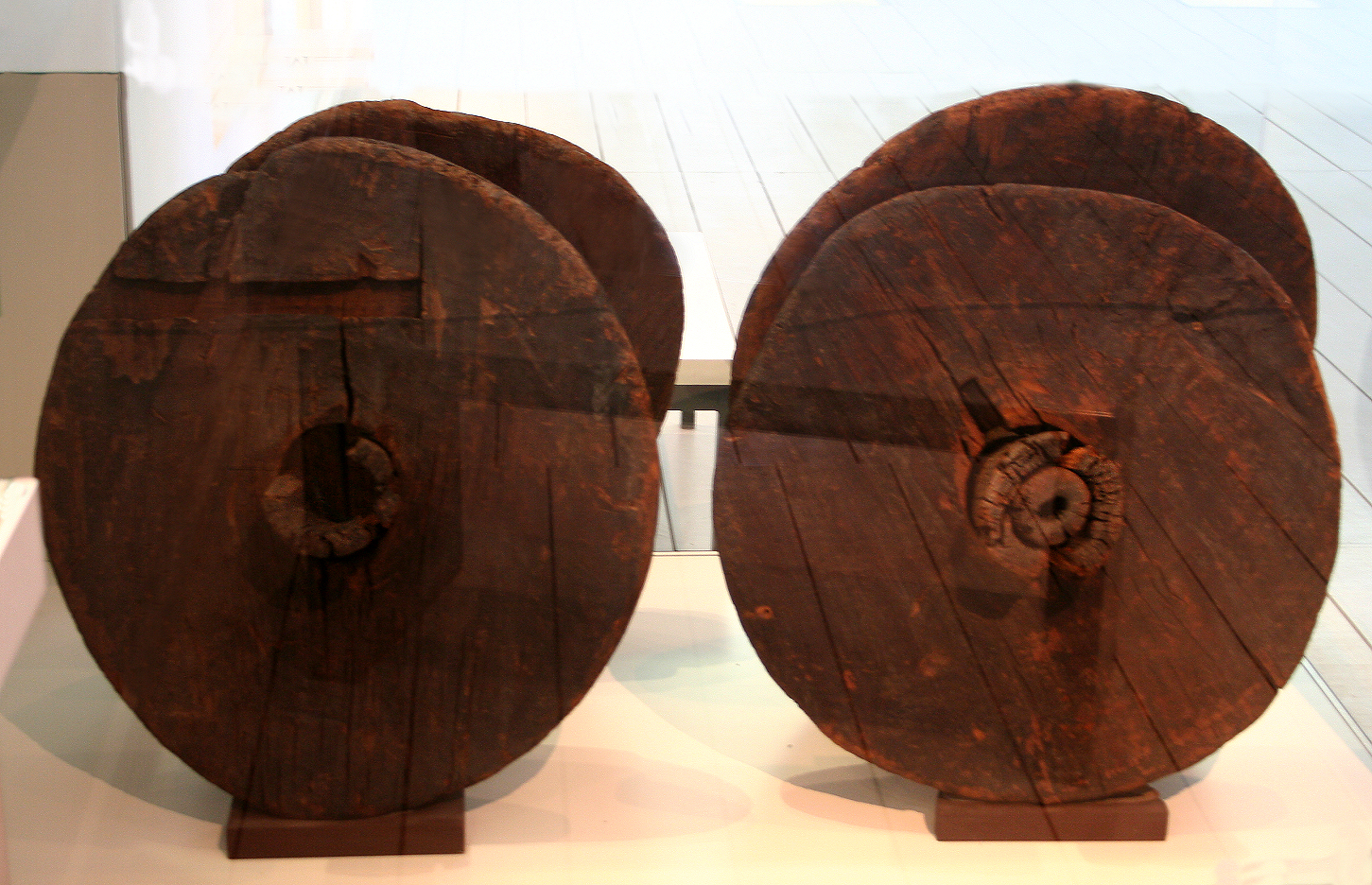
Die vier Räder im Landesmuseum für Natur und Mensch in Oldenburg

Die Scheibenräder werden in der Dauerausstellung des Landesmuseums für Natur und Mensch in Oldenburg präsentiert. Vom 21. September 2018 bis 6. Januar 2019 befanden sie sich im Martin-Gropius-Bau in Berlin in der Ausstellung Bewegte Zeiten. Archäologie in Deutschland, die aus Anlass des Europäischen Kulturerbejahres 2018 stattfand. Die Scheibenräder gehören in der Ausstellung innerhalb des Themenfeldes Mobilität zum Unterthema Wege und Fortbewegung.